# Gerd Siepe
Gerd Siepe (* 27. Juli 1929; † 8. Oktober 1990) war ein deutscher Fußballschiedsrichter.
Siepe schloss sein Studium mit Promotion ab und arbeitete danach als Versicherungskaufmann. Zwischen 1965 und 1975 leitete der Attendorner 49 Spiele der Fußball-Bundesliga. Er wurde auch in einigen Dutzend Spielen auf internationaler Ebene als Schiedsrichter und Linienrichter eingesetzt.
Dazu war er auch Schiedsrichter bei der Fernsehshow „Spiel ohne Grenzen“.